# Abierto Mexicano de Tenis 2015 - Qualificazioni singolare femminile
Le qualificazioni del singolare femminile dell'Abierto Mexicano de Tenis 2015 sono state un torneo di tennis preliminare per accedere alla fase finale della manifestazione. I vincitori dell'ultimo turno sono entrati di diritto nel tabellone principale. In caso di ritiro di uno o più giocatori aventi diritto a questi sono subentrati i lucky loser, ossia i giocatori che hanno perso nell'ultimo turno ma che avevano una classifica più alta rispetto agli altri partecipanti che avevano comunque perso nel turno finale.

## Teste di serie
1. Alison Van Uytvanck (primo turno)
2. Irina Falconi (secondo turno)
3. Kimiko Date-Krumm (primo turno, ritirata)
4. An-Sophie Mestach (secondo turno)

1. Lucie Hradecká (Qualificata)
2. Richèl Hogenkamp (Qualificata)
3. Mariana Duque Mariño (ultimo turno, Lucky loser)
4. Urszula Radwańska (secondo turno)

## Qualificate
1. Lucie Hradecká
2. Elena Bogdan

1. Richèl Hogenkamp
2. Louisa Chirico

## Tabellone qualificazioni

### 1ª sezione
|  | Primo turno | Primo turno         | Primo turno         | Primo turno | Primo turno |  |  | Secondo turno | Secondo turno       | Secondo turno       | Secondo turno  | Secondo turno  |   |   | Ultimo turno | Ultimo turno      | Ultimo turno      | Ultimo turno | Ultimo turno |  |
|  |             |                     |                     |             |             |  |  |               |                     |                     |                |                |   |   |              |                   |                   |              |              |  |
|  | 1           | Alison Van Uytvanck | Alison Van Uytvanck | 65          | 1           |  |  |               |                     |                     |                |                |   |   |              |                   |                   |              |              |  |
|  |             | Sesil Karatančeva   | Sesil Karatančeva   | 7           | 6           |  |  |               | Sesil Karatančeva   | Sesil Karatančeva   | 6              | 6              |   |   |              |                   |                   |              |              |  |
|  |             | María Irigoyen      | María Irigoyen      | 6           | 7           |  |  |               | María Irigoyen      | María Irigoyen      | 2              | 1              |   |   |              |                   |                   |              |              |  |
|  |             | Laura Thorpe        | Laura Thorpe        | 1           | 5           |  |  |               |                     |                     |                |                |   |   |              | Sesil Karatančeva | Sesil Karatančeva | 3            | 3            |  |
|  | WC          | Adriana Guzmán      | Adriana Guzmán      | 1           | 1           |  |  |               |                     | 5                   | Lucie Hradecká | Lucie Hradecká | 6 | 6 |              |                   |                   |              |              |  |
|  |             | Sara Sorribes Tormo | Sara Sorribes Tormo | 6           | 6           |  |  |               | Sara Sorribes Tormo | Sara Sorribes Tormo | 3              | 1              |   |   |              |                   |                   |              |              |  |
|  |             | Barbora Štefková    | Barbora Štefková    | 3           | 4           |  |  | 5             | Lucie Hradecká      | Lucie Hradecká      | 6              | 6              |   |   |              |                   |                   |              |              |  |
|  | 5           | Lucie Hradecká      | Lucie Hradecká      | 6           | 6           |  |  |               |                     |                     |                |                |   |   |              |                   |                   |              |              |  |

### 2ª sezione
|  | Primo turno | Primo turno                 | Primo turno                 | Primo turno | Primo turno |  |  | Secondo turno | Secondo turno        | Secondo turno        | Secondo turno        | Secondo turno |   |      | Ultimo turno | Ultimo turno | Ultimo turno | Ultimo turno | Ultimo turno |  |
|  |             |                             |                             |             |             |  |  |               |                      |                      |                      |               |   |      |              |              |              |              |              |  |
|  | 2           | Irina Falconi               | Irina Falconi               | 6           | 6           |  |  |               |                      |                      |                      |               |   |      |              |              |              |              |              |  |
|  | WC          | Raluca Olaru                | Raluca Olaru                | 1           | 0           |  |  | 2             | Irina Falconi        | Irina Falconi        | 3                    | 2             |   |      |              |              |              |              |              |  |
|  |             | Elena Bogdan                | Elena Bogdan                | 6           | 7           |  |  |               | Elena Bogdan         | Elena Bogdan         | 6                    | 6             |   |      |              |              |              |              |              |  |
|  | WC          | Carolina Betancourt         | Carolina Betancourt         | 1           | 62          |  |  |               |                      |                      |                      |               |   |      |              | Elena Bogdan | 6            | 4            | 7            |  |
|  |             | Ana Bogdan                  | Ana Bogdan                  | 6           | 6           |  |  |               |                      | 7                    | Mariana Duque Mariño | 4             | 6 | 6(1) |              |              |              |              |              |  |
|  | WC          | Ana Paula Neffa de los Ríos | Ana Paula Neffa de los Ríos | 2           | 1           |  |  |               | Ana Bogdan           | Ana Bogdan           | 4                    | 1             |   |      |              |              |              |              |              |  |
|  |             | Eri Hozumi                  | Eri Hozumi                  | 63          | 2           |  |  | 7             | Mariana Duque Mariño | Mariana Duque Mariño | 6                    | 6             |   |      |              |              |              |              |              |  |
|  | 7           | Mariana Duque Mariño        | Mariana Duque Mariño        | 7           | 6           |  |  |               |                      |                      |                      |               |   |      |              |              |              |              |              |  |

### 3ª sezione
|  | Primo turno | Primo turno         | Primo turno         | Primo turno | Primo turno |  |  | Secondo turno | Secondo turno       | Secondo turno       | Secondo turno    | Secondo turno |   |   | Ultimo turno | Ultimo turno    | Ultimo turno | Ultimo turno | Ultimo turno |  |
|  |             |                     |                     |             |             |  |  |               |                     |                     |                  |               |   |   |              |                 |              |              |              |  |
|  | 3           | Kimiko Date-Krumm   | 78                  | 2           | 0r          |  |  |               |                     |                     |                  |               |   |   |              |                 |              |              |              |  |
|  |             | Makoto Ninomiya     | 6                   | 6           | 0           |  |  |               | Makoto Ninomiya     | Makoto Ninomiya     | 6                | 6             |   |   |              |                 |              |              |              |  |
|  |             | Marina Shamayko     | 1                   | 6           | 7           |  |  |               | Marina Shamayko     | Marina Shamayko     | 2                | 1             |   |   |              |                 |              |              |              |  |
|  |             | Francesca Segarelli | 6                   | 1           | 5           |  |  |               |                     |                     |                  |               |   |   |              | Makoto Ninomiya | 6            | 1            | 64           |  |
|  |             | Chan Chin-wei       | Chan Chin-wei       | 1           | 1           |  |  |               |                     | 6                   | Richèl Hogenkamp | 3             | 6 | 7 |              |                 |              |              |              |  |
|  |             | Kateryna Bondarenko | Kateryna Bondarenko | 6           | 6           |  |  |               | Kateryna Bondarenko | Kateryna Bondarenko | 3                | 3             |   |   |              |                 |              |              |              |  |
|  |             | Nicole Melichar     | Nicole Melichar     | 2           | 2           |  |  | 6             | Richèl Hogenkamp    | Richèl Hogenkamp    | 6                | 6             |   |   |              |                 |              |              |              |  |
|  | 6           | Richèl Hogenkamp    | Richèl Hogenkamp    | 6           | 6           |  |  |               |                     |                     |                  |               |   |   |              |                 |              |              |              |  |

### 4ª sezione
|  | Primo turno | Primo turno        | Primo turno        | Primo turno        | Primo turno |  |  | Secondo turno | Secondo turno     | Secondo turno     | Secondo turno  | Secondo turno  |   |   | Ultimo turno | Ultimo turno | Ultimo turno | Ultimo turno | Ultimo turno |  |
|  |             |                    |                    |                    |             |  |  |               |                   |                   |                |                |   |   |              |              |              |              |              |  |
|  | 4           | An-Sophie Mestach  | An-Sophie Mestach  | An-Sophie Mestach  | w/o         |  |  |               |                   |                   |                |                |   |   |              |              |              |              |              |  |
|  | WC          | Victoria Rodríguez | Victoria Rodríguez | Victoria Rodríguez |             |  |  | 4             | An-Sophie Mestach | An-Sophie Mestach | 62             | 1              |   |   |              |              |              |              |              |  |
|  |             | Risa Ozaki         | Risa Ozaki         | 7                  | 7           |  |  |               | Risa Ozaki        | Risa Ozaki        | 7              | 6              |   |   |              |              |              |              |              |  |
|  |             | Nao Hibino         | Nao Hibino         | 64                 | 5           |  |  |               |                   |                   |                |                |   |   |              | Risa Ozaki   | Risa Ozaki   | 2            | 3            |  |
|  |             | Louisa Chirico     | Louisa Chirico     | 6                  | 6           |  |  |               |                   |                   | Louisa Chirico | Louisa Chirico | 6 | 6 |              |              |              |              |              |  |
|  | WC          | Emma Reyes Baca    | Emma Reyes Baca    | 1                  | 0           |  |  |               | Louisa Chirico    | 62                | 6              | 6              |   |   |              |              |              |              |              |  |
|  |             | Naomi Ōsaka        | Naomi Ōsaka        | 1                  | 4           |  |  | 8             | Urszula Radwańska | 7                 | 1              | 0              |   |   |              |              |              |              |              |  |
|  | 8           | Urszula Radwańska  | Urszula Radwańska  | 6                  | 6           |  |  |               |                   |                   |                |                |   |   |              |              |              |              |              |  |